# Manuel Cantarero
Manuel Cantarero del Castillo (Málaga, 25 de abril de 1926-Madrid, 27 de marzo de 2009) fue un político, abogado y periodista español.

## Biografía
Licenciado en Derecho, fue un activo dirigente falangista durante la dictadura franquista, aunque también un hombre cercano a la vía aperturista del régimen dictatorial. Durante la transición democrática fundó Reforma Social Española (RSE), partido con el que se presentó a las elecciones generales de 1977 sin obtener representación. Después se integró en Alianza Popular (AP), formación por la que fue elegido diputado al Congreso en las elecciones de 1982. Fue designado miembro de la delegación española en el Parlamento Europeo en 1986.
Falleció el 27 de marzo de 2009 en Madrid.

## Posiciones
Descrito como «un revisionista tardío de la Falange Española acomodada en el franquismo», fue el más destacado preconizador del salto de la brecha entre Falange y el socialismo, defendiendo una pretendida conexión del pensamiento de José Antonio Primo de Rivera con el socialismo en un sentido amplio. También denostó al sistema político anglosajón como reliquia histórica.